# Зимній (Гомельський район)
Зимній (біл. Зімні) — селище в Марковицькій сільраді Гомельського району Гомельської області Білорусі.

## Географія

### Розташування
У 45 км на південний схід від Гомеля, 11 км від залізничної станції Кравцовка (на лінії Гомель — Чернігів).

## Транспортна мережа
Транспортні зв'язки селищною, потім автомобільною дорогою Будище — Гомель. Планування складається з безсистемної дерев'яної забудови біля селищної дороги.

## Історія

### У складі БРСР (СРСР)

#### Післявоєнні роки
Заснований в 1960-х роках. Тут був побудований будинок інвалідів і поступово закладалось селище, його назва затверджена Указами Президії Верховної Ради УРСР 21 січня 1969 року.

### У складі Республіки Білорусь
До 1 серпня 2008 року в складі Глибоцької сільради.

## Населення

### Чисельність
- 2004 — 4 господарства, 4 жителі.